# 慕尼黑-特鲁德灵车站
慕尼黑特鲁德灵车站（德語：Bahnhof München-Trudering），地鐵站名特魯德靈站（英語：Trudering）是一座慕尼黑地铁2号线和快铁4、6号线位于特鲁德灵-里姆的一座车站，是一个较为繁忙的地铁、快铁换乘车站。